# Нафтогазоносний басейн Затоки Кука
Нафтогазоносний басейн Затоки Кука — розташований на півдні штату Аляска (США), в межах акваторій затоки Кука і прибережних територій.

## Історія
Перше родовище Суансон-Рівер (29 млн т) відкрите у 1957, у 1959 виявлений перший газовий поклад (1,2 млрд м³).

## Характеристика
Пл. 37,5 тис. км², в тому числі 18 тис. км² акваторій. Найзначніші родов.: Кенай (розвідані запаси газу 152 млрд м³), Макартур-Рівер (74 млн т нафти і 6 млрд м³ газу), Норт-Кук-Інлет (27 млрд м³ газу і 5 млн т нафти), Мідл-Граунд-Шол (21 млн т нафти та 3,5 млрд м³ газу), Граніт-Пойнт (16 млн т нафти), Трейдінг-Бей (10 млн т нафти і 0,5 млрд м3 газу), Білуга-Рівер (20 млрд м³ газу), Стерлінг (6 млрд м³ газу), Мокуавкі (5 млрд м³ газу), Нік-Крік (1,4 млрд м³ газу).
Початкові запаси нафти по басейну 168 млн т, газу 264 млрд м³. Бас. приурочений до ґрабеноподібної западини. Осадовий чохол складений теригенними породами від тріасового до антропогенового віку. Макс. потужність в межах центральної частини затоки Кука становить 9 км. Родов. залягають в антиклінальних складках. Поклади пластові склепінчасті, нафтові — на глиб. 2200-3500 м, газові — 1000-3000 м. Всі промислові нафтові і газові поклади приурочені до піщаних колекторів. Товщина продуктивних горизонтів 2-90 м. Пористість 17-30%, проникність 8-250 МД. Нафти мають густину 764–864 кг/м³), малосірчисті (0,02-0,11%), з високим змістом бензинових фракцій. Газові поклади містять до 99% метану.